# ディーゼル・エレクトリック方式
ディーゼル・エレクトリック方式（ディーゼル・エレクトリックほうしき）とは、船舶や艦艇、鉄道車両が推進力を得る方式の一つ。ディーゼルエンジンで発電機を駆動し、その発生電力で電動機を回し推進する方式を指す。日本の鉄道では電気式気動車、電気式ディーゼル機関車と呼ばれる。
発電用の内燃機関がガソリンエンジンの場合は、ガス・エレクトリック方式と呼ぶ。
空気の供給を絶たれた状態での稼働を前提とした潜水艦以外では、通常、バッテリーなどの推進用エネルギーを蓄える装置を持たず、エンジンを停止した状態での運転が出来ない点がシリーズハイブリッド方式との相違となる。
自動車においては、鉱山などで稼働するホウルトラック (haul truck) などの建設機械に採用されているほか、少数ではあるが一般的な自動車にも採用例がある。

## 概要
ディーゼルエンジンで発電機を回して発電させ、その電力を制御して、希望する回転数で電動機を回転させ推進力を得る。
パワーエレクトロニクスが発展していなかった時代は可変速電動機としては直流電動機しか使えなかったため、ディーゼルエンジンで直流発電機（整流子発電機・ダイナモ）を回す、一種のワード・レオナード方式が一般的であった。
しかしパワーエレクトロニクスの進化に伴い、同期発電機で三相交流を発生させ、サイリスタで電圧を制御して直流電動機を回す静止レオナード方式を経て、現在では直流電動機に代えて、メンテナンスが容易な誘導電動機や永久磁石同期電動機を使用する可変電圧可変周波数制御が速度制御方式の主流になっている。

### 利点
- 技術が未発達だった古い時代においては、クラッチと変速機の操作が無く、ハンドル操作も軽く、操縦が簡単という利点が大きかった。
- 大重量、大出力の乗り物ほど変速機の製造が困難になるが、変速機が不要なのでこの問題を回避できる。
- 電動機は内燃機関に比べ、特性上一時的な過負荷や過回転に強い（短時間定格の概念）。
- ディーゼルエンジンのもっとも効率の良い回転域で運転でき、経済的である。
- エンジンをほぼ一定回転で使えるため、騒音、振動対策や排出ガス浄化が比較的容易。また、パワーバンドを広くすることや、回転数レスポンス向上などの対策が不要である。
- 鉄道車両の場合、変速機が不要で、複数台の車両の総括制御が容易となり、無線による遠隔操作では引き通し線が不要で、かつ、連結位置の制約も無くなる。また電車と共通で使用できる部品が増えるため保守面で有利になるほか、電気・ディーゼル両用車両（バイモード車両）への転換も容易になる。
- 鉄道車両や自動車では発電ブレーキや回生ブレーキの使用が可能となる（エンジンブレーキ、排気ブレーキ、圧縮開放ブレーキ、一般的なリターダでは、エネルギーの回生は行えない）。
- 船舶の場合、スクリューの回転数制御を配電盤で行える。
- 特に船舶において、動力部のレイアウトが比較的自由にできる。ディーゼルエンジン直結方式の場合、エンジンからギアボックスを通りスクリュープロペラに至るまでを十分な剛性をもったプロペラシャフトで結ばなければならず、各部品の配置に制約がある。ディーゼル・エレクトリック方式であればディーゼル発電機と電動機の間は電気配線のみとなり、配置の自由度が高い。
- 潜水艦では、エンジンを止め、あらかじめ充電しておいたバッテリーのみで航行することで隠密性が高まり、燃焼時の空気も必要としないため潜航を続けることができる。

### 欠点
- 変速機に比べ、発電機の質量や体積が大きくなる場合があり、システム全体では重量や搭載性で劣る場合がある。
- 始動時以外に電気を必要としないディーゼルエンジンに比べ、追加された電装品のトラブルによるリスクが増える。
- 銅線の塊である発電機とモーターを作るために大量の銅を必要とする。また、磁石にレアメタル（希土類元素）を用いる場合、軍用では戦略物資の大量消費が問題になる。
- 鉄道車両の場合、かつては質量と体積の大きさから動力分散方式には向かないとされていた。
- 乗用車やホウルトラックにおいて本方式をインホイールモーターと組み合わせて採用した場合、水に弱い。特に採石場や露天掘り鉱山は土埃が舞わないよう頻繁に散水が行われて道路に水たまりが多いためホウルトラックの運転手は慎重な運転を要求されることが多い。

## 用途
- 静粛性が特に求められる音響測定艦などの対潜水艦作戦に従事する艦船や、海洋調査船、大型客船。
- 砕氷船のような頻繁な前後進や強大な推進トルクを要求される船舶。
- 鉄道車両の(架線などの線路側の工事を伴わない)大出力化。
- 大型港湾のコンテナターミナルなどで使用されるコンテナキャリアカー。
- ホウルトラックや戦車など特殊な用途のため、重量が膨大で、強力な動力を必要とし、通常の変速機では耐久性に難がある、もしくはトータルではモーター制御のほうが小型軽量で済むもの。